# Острівська сільська рада (Очаківський район)
Острі́вська сільська́ ра́да — колишній орган місцевого самоврядування в Очаківському районі Миколаївської області. Адміністративний центр — село Острівка.

## Загальні відомості
- Населення ради: 799 осіб (станом на 2001 рік)

## Населені пункти
Сільській раді підпорядковані населені пункти:
- с. Острівка
- с. Матросівка
- с. Червоне Парутине

## Склад ради
Рада складається з 12 депутатів та голови.
- Голова ради: Бабій Ольга Петрівна
- Секретар ради: Гончарук Ольга Миколаївна

### Керівний склад попередніх скликань
| ПІБ                  | Основні відомості                                                         | Дата обрання | Дата звільнення |
| -------------------- | ------------------------------------------------------------------------- | ------------ | --------------- |
| Бабій Ольга Петрівна | Сільський голова, 1966 року народження, освіта вища, член Народної партії | 26.03.2006   | 31.10.2010      |
| Бабій Ольга Петрівна | Сільський голова, 1966 року народження, освіта вища, член Партії регіонів | 31.10.2010   |                 |

Примітка: таблиця складена за даними сайту Верховної Ради України